# 20 novembre en sport
20 octobre 20 décembre
Chronologies thématiques
- Croisades
- Ferroviaires
- Disney

Le 20 novembre (324e jour de l'année ou 325e en cas d'année bissextile) en sport.

## Événements

### XIXesiècle
- 1887 : 
  - (Athlétisme) : création de l'Union des sociétés françaises de course à pied transformée deux ans plus tard en Union des sociétés françaises de sports athlétiques et disparue en 1919 pour donner naissance aux fédérations spécialisées actuelles.

### XXesièclede 1901 à 1950
- 1910 :
  - (Football) : Palmeiras champion de l'État de São Paulo (Brésil).
- 1920 :
  - (Athlétisme) : création de la Fédération française d'athlétisme.

### XXesièclede 1951 à 2000
- 1974 :
  - (Rallye automobile) : arrivée du Rallye de Grande-Bretagne.
- 1982
  - (Triathlon) : premier triathlon international de Nice

### XXIesiècle
- 2015
  - (Haltérophilie) : début de la 82e édition des championnats du monde d'haltérophilie, qui se déroule jusqu'au 28 novembre 2015 à Houston, aux États-Unis.
- 2016
  - (Tennis /Masters) : sur l'édition 2016 des Masters qui se déroule à Londres, victoire de l'Écossais Andy Murray en battant le Serbe Novak Djokovic (6-3, 6-4). Sur le double, c'est la paire Henri Kontinen-John Peers qui l'emporte face au duo Raven Klaasen-Rajeev Ram

## Naissances

### XIXesiècle
- 1866 : 
  - Kenesaw Mountain Landis, dirigeant de baseball américain. Commissaire de la LMB de 1920 à 1944. († 25 novembre 1944).
- 1873 :
  - Paul Bablot, pilote de course automobile français. († 23 décembre 1932).
- 1880 : 
  - Walter Brack, nageur allemand. Champion olympique du 100 yards dos et médaillé d'argent du 440 yards brasse aux Jeux de Saint-Louis 1904. († 19 juillet 1919).
- 1885 : 
  - George Holley, footballeur anglais. (10 sélections en équipe nationale). († 27 août 1942).
- 1886 : 
  - Robert Hunter, golfeur américain. Champion olympique par équipes aux Jeux de Saint-Louis 1904. († 28 mars 1971).

### XXesièclede1901à1950
- 1902 : 
  - Gianpiero Combi, footballeur italien. Médaillé de bronze aux Jeux d'Amsterdam 1928. Champion du monde de football 1934. Sélectionneur de l'équipe d'Italie de 1950 à 1952. (47 sélections en équipe nationale). († 12 août 1956).
- 1908 : 
  - Jenő Vincze, footballeur puis entraîneur hongrois. (25 sélections en équipe nationale). († ? 1988).
- 1911 : 
  - Paul Zielinski, footballeur allemand. (15 sélections en équipe nationale). († 20 février 1966).
- 1917 : 
  - Bobby Locke, golfeur sud-africain. Vainqueur des Open britannique 1949, 1950, 1952 et 1957. († 9 mars 1987).
- 1921 :
  - Frédéric Trescases, international français de rugby.
- 1935 : 
  - Pierre Bedelian, footballeur français.
- 1940 :
  - Erwin Wilczek, 81 ans, footballeur puis entraîneur polonais. (16 sélections en équipe nationale). († 30 novembre 2021).
- 1945 : 
  - Rick Monday, joueur de baseball américain.
- 1946 : 
  - Robert Murdoch, hockeyeur sur glace puis entraîneur canadien.
- 1948 : 
  - Claude Dourthe, joueur français de rugby à XV. Vainqueur du Tournoi des Cinq Nations en 1967, 1968 et 1973 (33 sélections en équipe de France).
  - Gunnar Nilsson, pilote de F1 et d'endurance suédois. († 20 octobre 1978).

### XXesièclede1951à2000
- 1952 :
  - John Van Boxmeer, hockeyeur sur glace puis entraîneur canadien.
- 1957 :
  - Stefan Bellof, pilote de F1 allemand. († 1er septembre 1985).
- 1965 :. 
  - Jimmy Vasser, pilote de courses automobile américain.
- 1968 :
  - Jeff Tarango, joueur de tennis américain.
- 1970 :
  - Stéphane Houdet, joueur de tennis handisport français. Champion olympique du double aux Jeux de Pékin 2008, médaillé d'argent du simple et de bronze du double aux Jeux de Londres 2012 puis champion olympique du double aux Jeux de Rio 2016. Vainqueur des tournois de Roland Garros 2012 et 2013 puis des US Open 2013 et 2017.
- 1972 :
  - Jérôme Alonzo, footballeur puis consultant TV français.
  - Yanick Dupré, hockeyeur sur glace canadien. († 16 août 1997).
  - Corinne Niogret, biathlète française. Championne olympique du relais 4×7,5 km aux Jeux d'Albertville 1992 puis médaillée de bronze du relais 4×7,5 km aux Jeux de Lillehammer 1994. Championne du monde de biathlon par équipes 1993, championne du monde de biathlon du 15 km individuel 1995 et 2000.
- 1975 :
  - Nicolas Savinaud, footballeur français.
- 1976 :
  - Raymond Giroux, hockeyeur sur glace canadien.
- 1979 :
  - Naide Gomes, athlète de sauts en longueur et d'épreuves combinées portugais.
- 1980 :
  - Marek Krejčí, footballeur slovaque. (1 sélection en équipe nationale). († 26 mai 2007).
  - Christian Obrist, athlète de demi-fond italien.
  - Eoin Reddan, joueur de rugby irlandais. Vainqueur des tournois des Six Nations 2014 et 2015, des Coupe d'Europe de rugby 2007, 2011 et 2012. (68 sélections en équipe nationale).
- 1983 :
  - Lucia Klocová, athlète de demi-fond slovaque.
  - Lauren Neaves, basketteuse américaine.
- 1984 :
  - Kévin Hecquefeuille, hockeyeur sur glace français.
  - Cartier Martin, basketteur américain.
- 1985 :
  - Eric Boateng, basketteur britannique. (60 sélections en équipe nationale).
  - Mariatou Diarra, basketteuse malienne.
  - Clément Maury, footballeur français.
- 1986 :
  - Josh Carter, basketteur américain.
  - Andrew Ranger, pilote de courses automobile canadien.
- 1987 :
  - Christoph Pfingsten, cycliste sur route allemand.
- 1988 :
  - Marie-Laure Brunet, biathlète française. Médaillée d'argent du relais 4×6 km et médaillée de bronze de la poursuite 10 km aux Jeux de Vancouver 2010. Championne du monde de biathlon du relais mixte 2009.
  - Max Pacioretty, hockeyeur sur glace américain.
  - Roberto Rosales, footballeur vénézuélien. (66 sélections en équipe nationale).
  - Dimitri Zhitnikov, handballeur russe. (91 sélections en équipe nationale).
- 1989 :
  - Eduardo Vargas, footballeur chilien. Vainqueur des Copa América 2015 et 2016. (73 sélections en équipe nationale).
  - Dimitri Zhitnikov, handballeur russe. (91 sélections en équipe nationale).
- 1990 :
  - Senjamin Burić, handballeur bosnien. (35 sélections en équipe nationale).
  - Luka Stepančić, handballeur croate. (16 sélections en équipe nationale).
- 1991 :
  - Haley Anderson, nageuse en eau libre américaine. Médaillée d'argent du 10km en eau libre aux Jeux de Londres 2012. Championne du monde de natation du 5km en eau libre 2013 et 2015.
  - Grant Hanley, footballeur écossais. (27 sélections en équipe nationale).
  - Yvonne Leuko, footballeuse camerounaise. (26 sélections en équipe nationale).
- 1992 :
  - Simon Martin-Brisac, hockeyeur sur gazon français.
  - Frédéric Veseli, footballeur albano-suisse. (4 sélections avec l'équipe d'Albanie).
- 1993 :
  - Viviane Asseyi, footballeuse française. (32 sélections en équipe de France).
- 1994 :
  - Ángel Delgado, basketteur dominicain.
  - Solène Durand, footballeuse française.
- 1995 :
  - Timothy Cheruiyot, athlète de demi-fond kényan.
  - Iván García, cycliste sur route espagnol.
- 1996 :
  - Jack Harrison, footballeur anglais.
  - Blaž Janc, handballeur slovène. Vainqueur de la Ligue des champions 2021. (64 sélections en équipe de Slovénie).
  - Emanuele Ndoj, footballeur albano-italien. (4 sélections avec l'équipe d'Albanie).
  - Dean Wade, basketteur américain.
  - Denis Zakaria, footballeur suisse. (54 sélections en équipe nationale).
- 1997 :
  - Kóstas Antetokoúnmpo, basketteur grec.
- 1998 :
  - Orlane Ahanda, handballeuse française. Victorieuse de la Ligue européenne féminine 2021. (2 sélections en équipe de France).
- 1999 :
  - David Ainu'u, joueur de rugby à XV américain. (9 sélections en équipe nationale).
- 2000 :
  - Antonio Reeves, basketteur américain.

### XXIesiècle
- 2003 :
  - Gradey Dick, basketteur américain.

## Décès

### XXesièclede1951à2000
- 1957 :
  - Fritz Erle, 82 ans, pilote automobile et ingénieur allemand. (° 12 novembre 1875).
- 1982 :
  - Willy Schärer, 79 ans, athlète de demi-fond suisse. Médaillé d'argent du 1 500 m aux Jeux de Paris 1924. (° 20 septembre 1903).
- 1995 : 
  - Sergueï Grinkov, 28 ans, patineur artistique de couple soviétique puis russe. Champion olympique aux Jeux de Calgary 1988 et aux Jeux de Lillehammer 1994. Champion du monde de patinage artistique en couple 1986, 1987, 1989 et 1990. Champion d'Europe de patinage artistique en couple 1988, 1990 et 1994. (° 4 février 1967).

### XXIesiècle
- 2012 : 
  - William Grut, 98 ans, pentathlonien suédois. Champion olympique aux Jeux de Londres 1948. (° 17 septembre 1914).
- 2016 :
  - Gabriel Badilla, 32 ans, footballeur costaricien. (25 sélections en équipe nationale). (° 30 juin 1984).
  - René Vignal, 90 ans, footballeur français. (17 sélections en équipe de France). (° 12 août 1926).